# Keke Rosberg

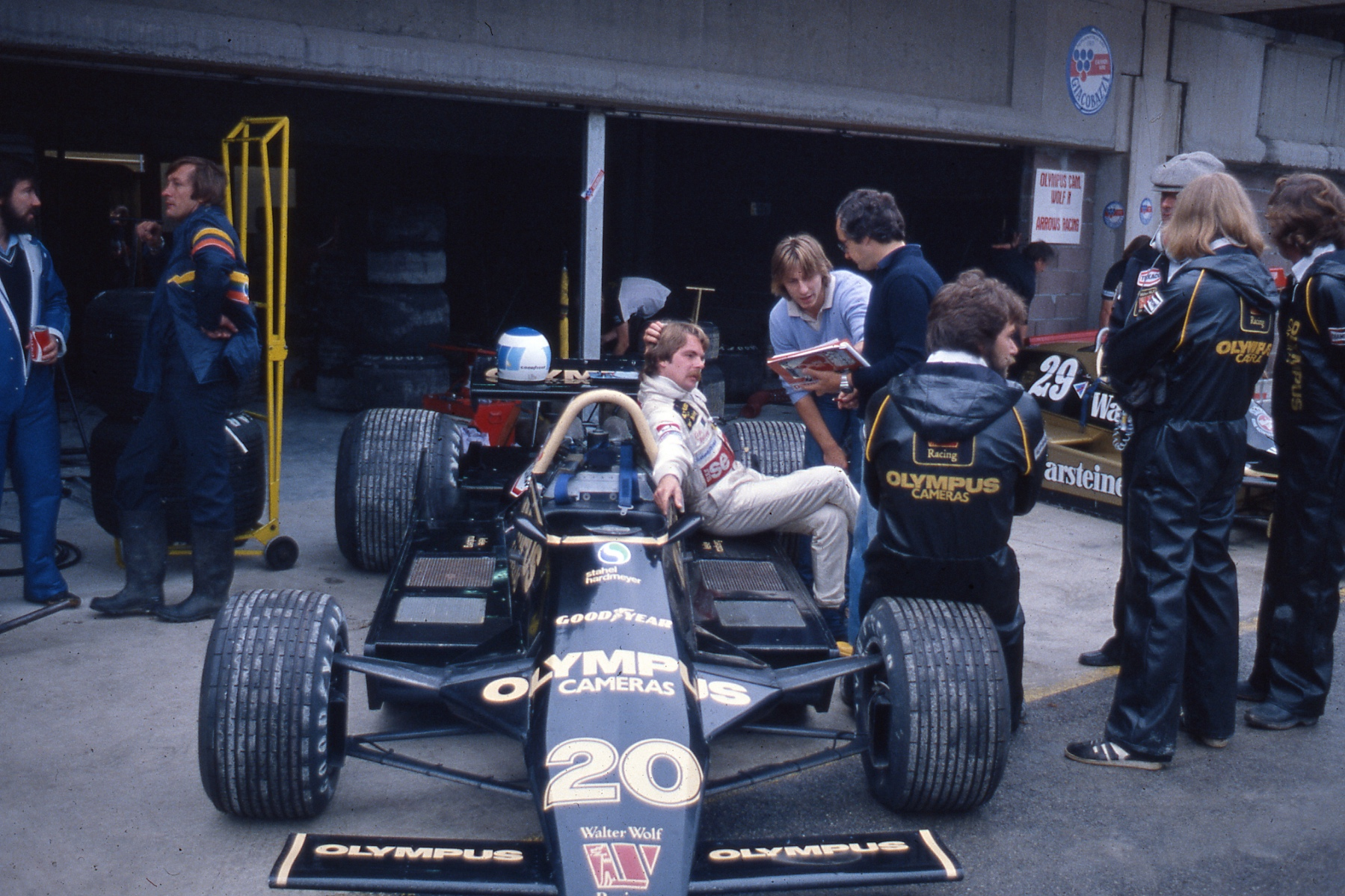
Keke Rosberg al circuit d'Imola el 1979.

Keijo Erik «Keke» Rosberg (6 de desembre de 1948) és un pilot de Fórmula 1 popular a principi dels anys 1980, i a pesar d'haver nascut a Estocolm (Suècia) fou el primer pilot finlandès en córrer en la Fórmula 1. Això i la seva velocitat li valgueren el malnom de «finlandès volador».
Debutà a la Fórmula 1 amb l'equip Theodore en el Gran Premi de Sud-àfrica de 1978. Va passar per ATS, Wolf i Fittipaldi abans d'arribar a Williams el 1982. Aquest any va guanyar la seva primera carrera a Fórmula 1, el Gran Premi de Suïssa, que es corria a Dijon (França) a causa del fet que a Suïssa estaven prohibides les carreres d'autos. Fou l'única victòria en tot l'any, però ningú va guanyar més de dues carreres i al final Keke va ser el més regular i el que més punts va sumar, adjudicant-se el Campionat Mundial de Pilots amb el Williams FW08 amb motor Cosworth.
Va seguir Williams fins a 1985, però malgrat que va aconseguir guanyar quatre carreres més, les temporades foren decebedores.
El 1986 va passar a McLaren. Encara que McLaren havia guanyat els campionats més recents, aquell any Williams fou l'equip a vèncer. A final d'any es va retirar.
Després de la seva retirada, ha tingut cura de les carreres de diversos pilots, com Jirky Jarvi Lehto, Mika Häkkinen, Olivier Panis, i més recentment del seu fill Nico Rosberg.

## Palmarès[1]
- Campionats del món : 1 (1982)
- Curses : 128
- Victòries : 5
- Podiums : 17
- Poles : 5
- Voltes ràpides : 3